# Jesup (Geórgia)
Jesup é uma cidade localizada no estado americano de Geórgia, no Condado de Wayne.

## Demografia
Segundo o censo americano de 2000, a sua população era de 9279 habitantes.
Em 2006, foi estimada uma população de 10.138, um aumento de 859 (9.3%).

## Geografia
De acordo com o United States Census Bureau tem uma área de 42,9 km², dos quais 42,8 km² cobertos por terra e 0,1 km² cobertos por água.

## Localidades na vizinhança
O diagrama seguinte representa as localidades num raio de 36 km ao redor de Jesup.